# Sorico
Sorico is een gemeente in de Italiaanse provincie Como (regio Lombardije) en telt 1188 inwoners (31-12-2004). De oppervlakte bedraagt 23,3 km², de bevolkingsdichtheid is 52 inwoners per km².
De volgende frazioni maken deel uit van de gemeente: Albonico, Bugiallo, Dascio.

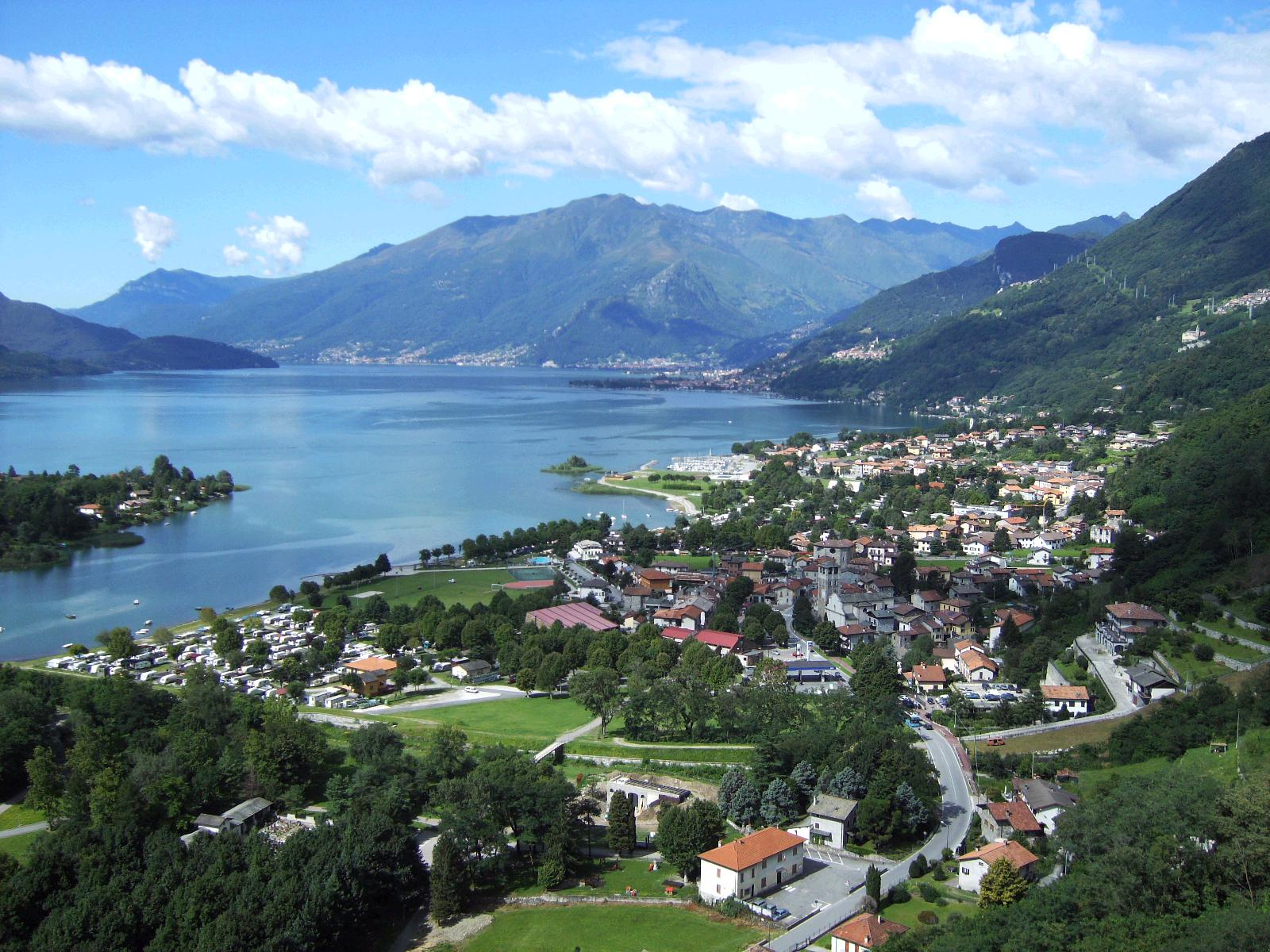
Sorico
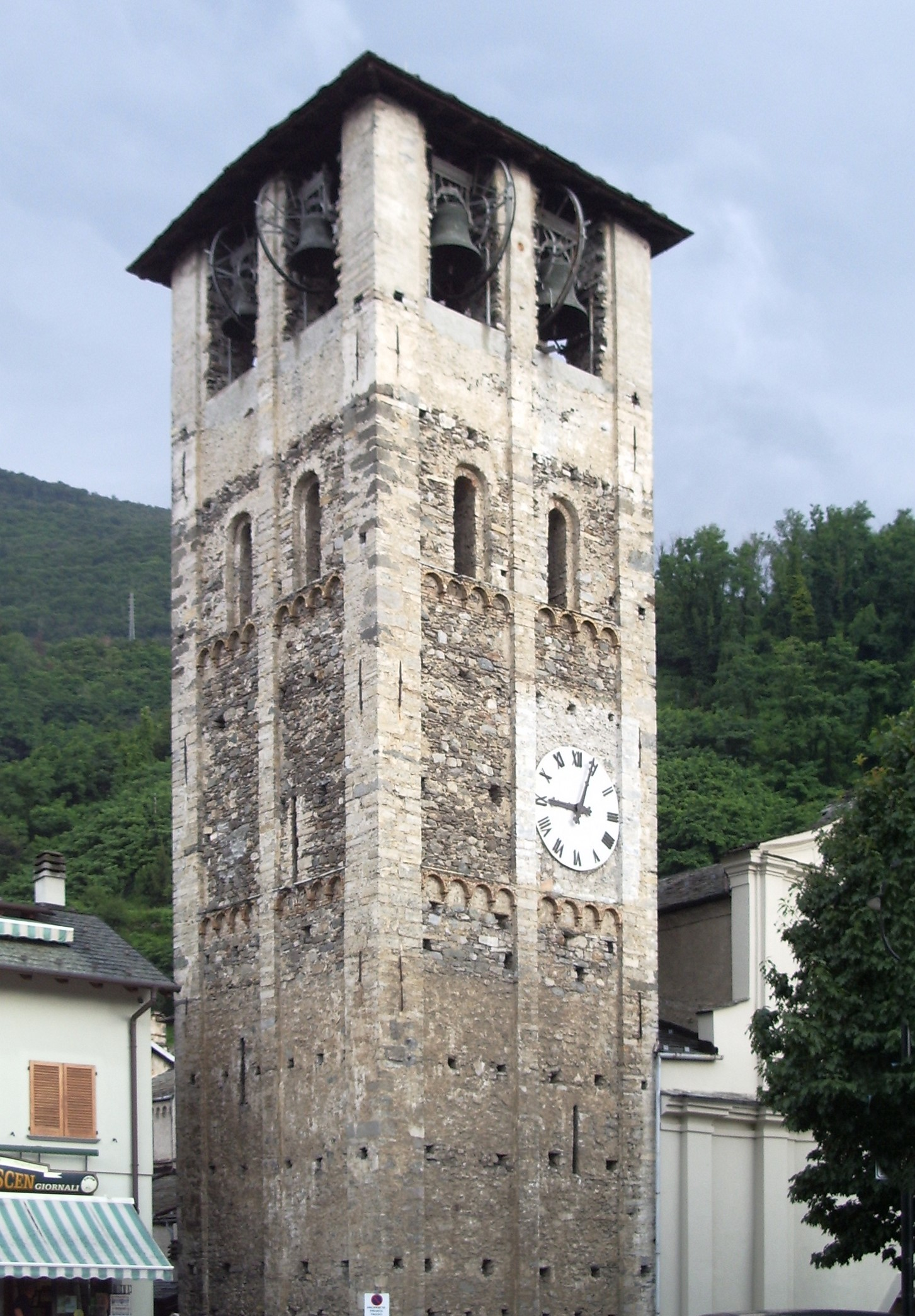
Parochiekerk van Sorico
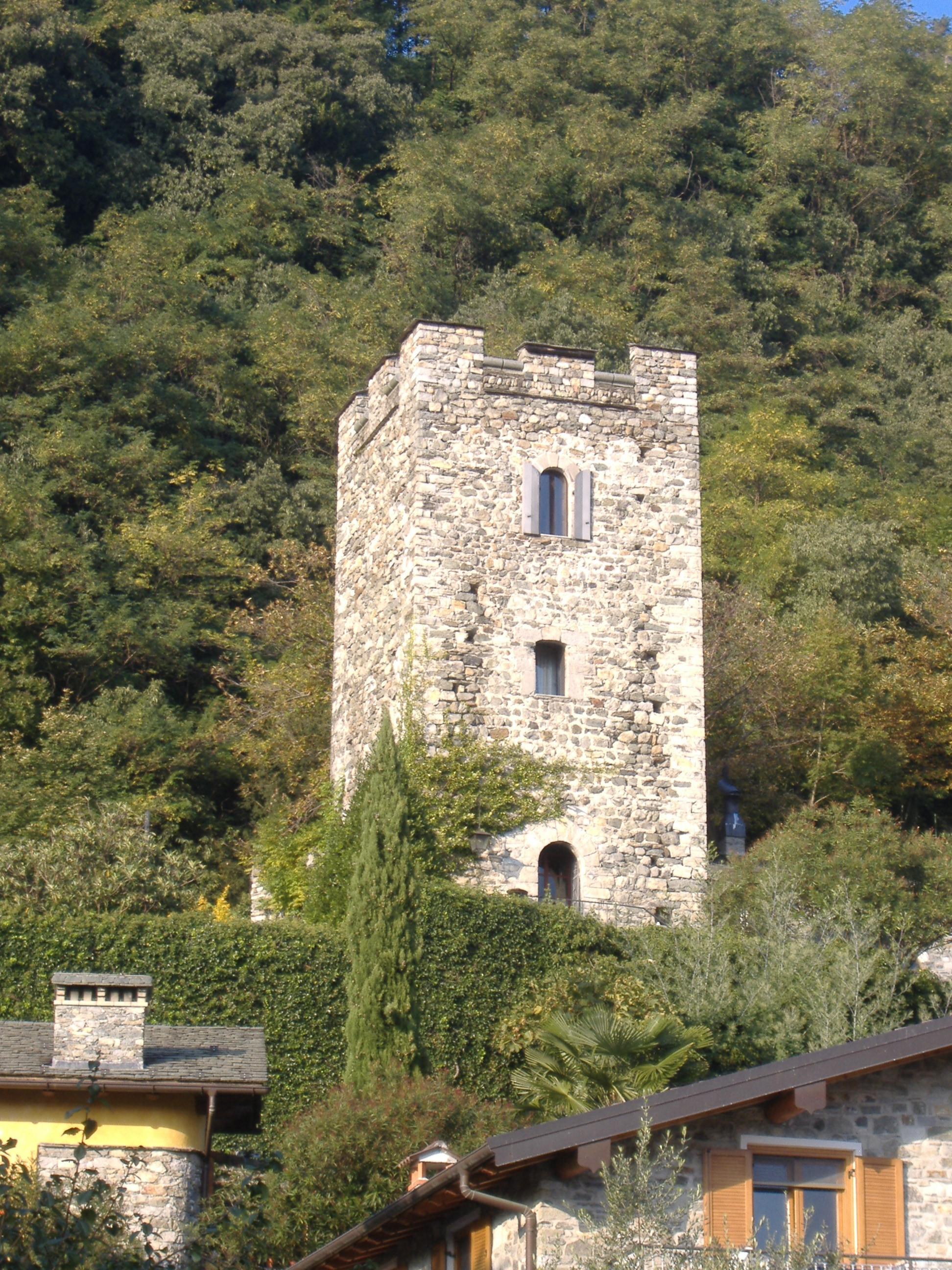
Toren van Sorico

## Demografie
Sorico telt ongeveer 506 huishoudens. Het aantal inwoners steeg in de periode 1991-2001 met 0,9% volgens cijfers uit de tienjaarlijkse volkstellingen van ISTAT.
| Jaar | Inwoneraantal |
| ---- | ------------- |
| 1991 | 1193          |
| 2001 | 1204          |

## Geografie
Sorico grenst aan de volgende gemeenten: Dubino (SO), Gera Lario, Montemezzo, Novate Mezzola (SO), Samolaco (SO), Verceia (SO).